# Kolmoskanava
Kolmoskanava (Troisième Canal en finnois, ou également TV3) est une chaîne de télévision généraliste nationale semi-publique finlandaise diffusée du 1er décembre 1986 au 31 décembre 1992. Elle est née d'une coentreprise entre le service public de radio-télévision finlandais, la Yleisradio, la chaîne de télévision commerciale MTV, et l'entreprise de télécommunications Nokia. En 1990, MTV devient le seul actionnaire de la chaîne en rachètant les parts de la Yleisradio et de Nokia. Le 1er janvier 1993, la chaîne a été fermée et sa chaîne sœur MTV a été rebaptisée MTV3.

## Histoire
Le Kolmoskanava commence à émettre le 1er décembre 1986, depuis l'émetteur d'Espoo, dans le sud de la Finlande. Au cours de ses neuf premiers d'existence, elle diffusée un film tous les soirs, certains sports comme le hockey de la LNH et quelques autres programmes. Initialement, elle devait être une chaîne de divertissement.
Elle fut la première chaîne de télévision finlandaise à diffuser des publicités régionales. Elle a également été la première chaîne à ne pas produire ses programmes elle-même.
Durant la période 1987-1988, la zone de diffusion de la chaîne est élargie, et inclut dorénavant la région de Tampere, de Lahti et le Sud-Ouest de la Finlande.